# Різанина в Райняї
Різанина в Райняї (лит. Rainių žudynės) було масовим вбивством від 70 до 80 литовських політв'язнів НКВС за допомогою Червоної Армії в лісі поблизу Тельшяя, Литва, у ніч з 24 на 25 червня 1941 року. Це була одна з багатьох подібних розправ, здійснених радянськими силами в Литві та інших частинах СРСР протягом червня 1941 року. Під час цих погромів було вбито кілька тисяч людей. Різанина в Райняї була далеко не найбільшою з цих різанин, але вона є однією з найвідоміших через жорстокість та тортури, які жертвам заподіяли винуватці. Подібні жорстокості були вчинені і в інших місцях, як різанина в Тарту, в якій було вбито майже двісті п'ятдесят людей.

## Різанина

Рішення про розправу було прийнято після червневого повстання, під час якого Литовський активістський фронт скинув радянський уряд у Литві, а нацистська Німеччина вторглася до СРСР. Радянська влада не змогла евакуювати в'язнів (політичних в'язнів) в'язниці Тельшіай, але вони не бажали від них відмовлятися, оскільки в'язні тоді були б звільнені ні місцевим населенням, ні німцями. Тому для їх «ліквідації» було залучено каральний загін Червоної Армії на чолі з Донцовим.
Більшість ув'язнених було покладено у вантажівки в ніч на 24 червня і вивезено до Райняйського лісу, де їх катували та вбивали. Багато жертв були настільки понівечені, що після ексгумації можна було ідентифікувати лише двадцять сім тіл - лише через три дні. 
Згідно з експертизою коронера після ексгумації, як протокол, так і показання свідків, збігалися з тим, що радянські влади відрізали язики, вуха, геніталії, шкіру голови, засунули геніталії в рот, вибрали очі, зірвали нігті, зробили пояси жертв шкури, щоб зв'язати їм руки, спалювали їх смолоскипами та кислотою, подрібненими кістками та черепами - все це робилося, поки в'язні були ще живі. Організатори вбивства включали Петро Раслан, Борис Миронов, Душанскій, політичний лідер восьмий прикордонної армії Михайло Kompanyanec, НКВД Кретінга округу заступник директора Єрмолаєв НКВД лейтенант Жданов та інші.

## Жертви

Більшість із тих, хто загинув під час різанини в Райняї, були заарештовані з політичних причин з часів, коли Литва була окупована Радянським Союзом у 1940 році. Деякі з них, як Владас Петронайтіс, були заарештовані за участь у боротьбі за незалежність або соціальну роль у незалежній Литві ("інтелігенція", політики, адвокати, поліцейські та державні службовці). Деякі були заарештовані як "вороги революції" за їхні бізнес-інтереси, землеволодіння чи заощадження, оскільки радянська пропаганда навчала, що бізнесмени та поміщики були злодіями та гнобителями. Інші люди були заарештовані за володіння некомуністичною літературою (наприклад, книгами, що підтримували ідею незалежної Литви або написаними авторами, які вважалися неправдивими за радянськими правами), що володіли литовським прапором, а не віддавали свої врожаї радянським влади, та подібні "злочини". Інші були заарештовані без будь-яких доказів, тому що їхні друзі були заарештовані або тому, що хтось "доніс" їх. До цієї групи входили переважно молоді люди, такі як учні Тельшяйської ремісничої школи (віком від 18 до 19 років), та молодь із сіл навколо Тельшяю. Багатьох заарештували за те, що вони були членами певних партій та організацій, таких як скаути.  Частина молоді готувалася до антирадянського повстання. Цих людей не судили, але тримали у в'язниці Тельшай до моменту, коли було вирішено здійснити різанину. У той час як більшість в'язнів в'язниці в Тельшіаї були вбиті під час різанини, декілька були звільнені до розправи.

## Після розправи
Коли тіла вбитих у Райняї були ексгумовані та перепоховані після відступу радянських військ з країни, похорон перетворився на масову демонстрацію проти колишньої радянської окупації.
Як німецькі, так і радянські окупаційні війська намагалися використати події в агітаційних цілях. Оскільки декілька організаторів та винуватців були євреями, нацистсько-німецька окупаційна сила виробляла пропаганду, звинувачуючи євреїв-більшовицьких активістів у різанині. І навпаки, в 1942 році радянські літаки скидали пропагандистські памфлети в Жамойті, запитуючи, хто такі "більшовицькі мученики"? і звинувачуючи німецькі сили в розправі. 
Місцеве населення добре усвідомлювало радянську відповідальність і у 1942 році планувало побудувати каплицю, спроєктовану Йонасом Віракасом, для вшанування та пам’яті жертв різанини. Однак, коли Радянський Союз знову зайняв цю територію в 1944 році, вона не була збудована. Протягом усієї радянської окупації обговорення розправи було придушене, і не було дозволено проводити панахиди з нагоди цієї пам’яті. Незважаючи на це, місцеве населення під загрозою арешту споруджувало хрести на місці різанини в Райняї; хрести періодично руйнувались радянською владою, аби знову з’являтися.
Політична організація " Санджудіс" почала більш відкрито обговорювати різанину в 1988 році, під час політики гласности радянського генерального секретаря Михайла Горбачова.
Після того, як Литва відновила свою незалежність, на кладовищі Тельшяя була побудована каплиця за проєктом Альгірдаса Жебраускаса. Профінансований за рахунок пожертв, він був побудований у 1991 році і став одним із перших меморіалів, встановлених людям, які були вбиті радянською владою під час радянської окупації Литви (1940–1941 та 1944–1991).

## Притягнення до відповідальности

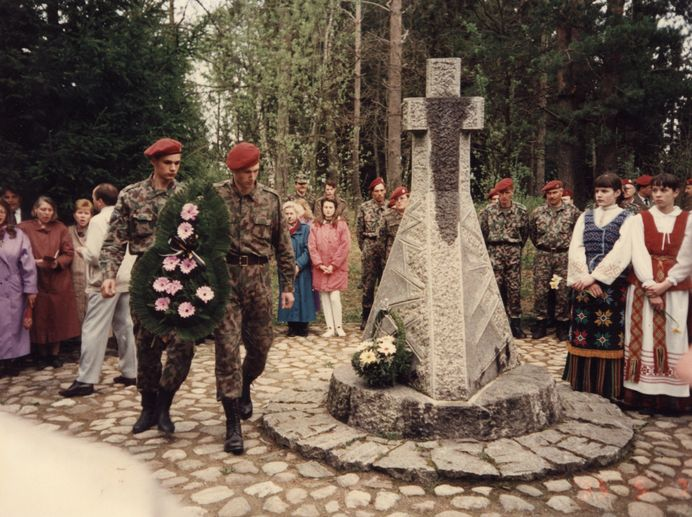
Церемонія біля меморіалу в Райняї 1995 року

Винуватці розправи продовжували обіймати високі посади в Радянському Союзі; деякі були нагороджені різними медалями. Наприклад, Петро Раслан працював чиновником у радянському Міністерстві релігійних справ.
Після розпаду СРСР ті злочинці, які залишились у Литві, втекли до Росії та Ізраїлю.  Литва звернулася з проханням про їх екстрадицію, щоб судити їх, що Росія відмовила, сказавши, що він "занадто хворий, щоб його судити".   З тих пір дехто з винних помер.
У 2001 році Шяуляйський районний суд на північному заході Литви виніс вирок, колишній офіцер НКВД Петро Раслан був винним у геноциді проти цивільного населення Литви та <i id="mwYA">заочно</i> засудив його до довічного ув’язнення. Він залишався захищеним російською владою, і в 2004 році Вітовтас Ландсбергіс закликав президента Литви бойкотувати святкування Дня Перемоги в Москві, з цієї причини (серед інших причин). 

## Документація
Різанина була добре задокументована як литовцями, так і радянами. Дослідження тіл було проведено після ексгумації. Повний звіт про тортури та рани, нанесені жертвам, надали хірурги, які оглядали ексгумовані тіла, такі як доктор Леонардас Плехавічус та інші. Після війни доктор Плехавічус виступив з промовою перед Палатою представників США про різанину. Було проведено розслідування. У 1942 р. Вийшла перша книга про різанину ("Rainių kankiniai"). Радянська влада намагалася задокументувати події, що відбулися в перші дні після вторгнення Німеччини на "радянську" територію. Більшість комуністів Литви втекли до Росії, коли почалося вторгнення, деяких попросили написати свої свідчення про події. Різанина в Райяї пояснювалась у свідченнях комуністів, які базувались у Тельшіаї. Керівники Литовської РСР попросили винуватців розправи написати ці свідчення після того, як Антанас Бімба, литовський комуніст, який проживав у Сполучених Штатах і відправляв допомогу СРСР, дізнався про різанину і вимагав пояснень.

## Галерея

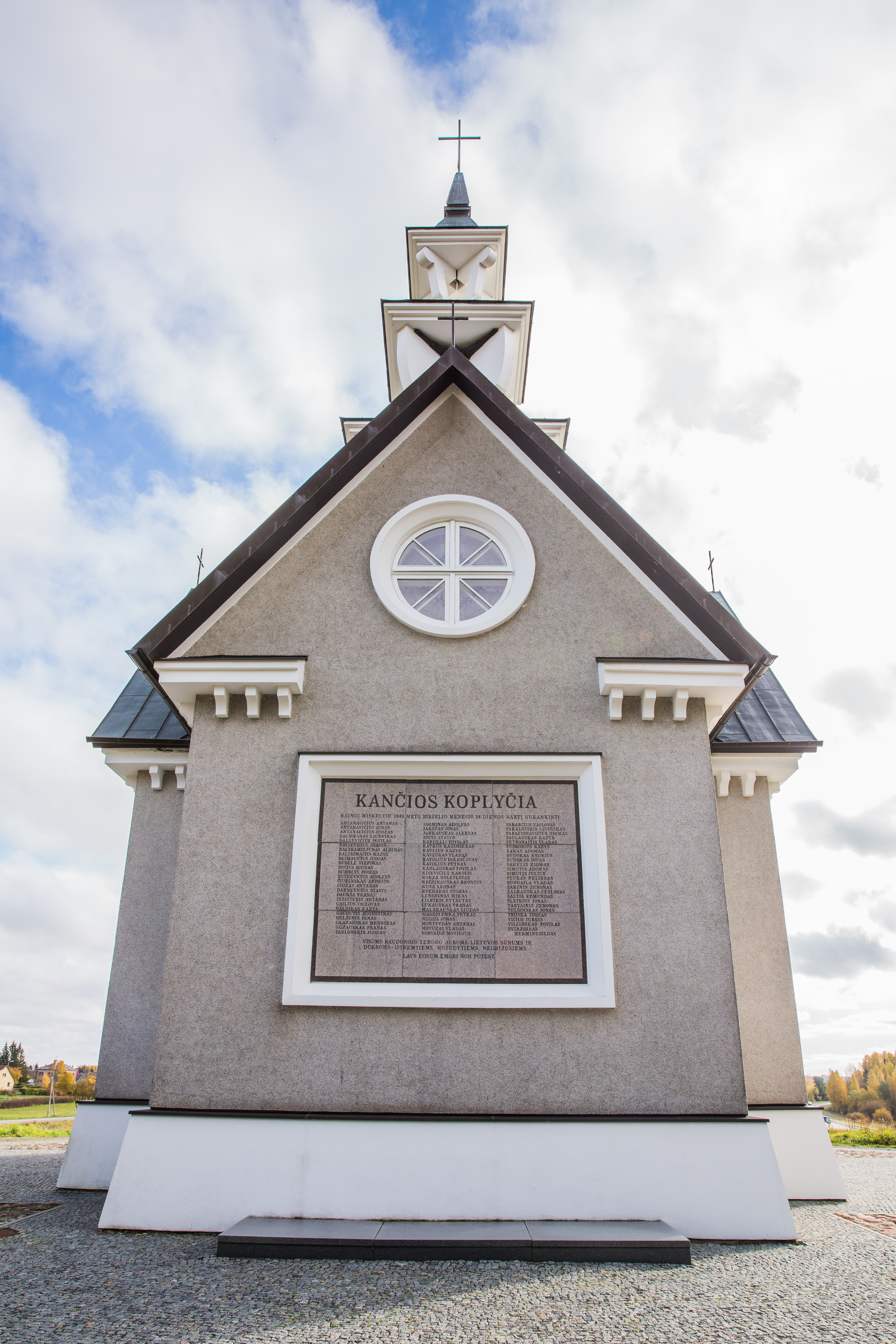
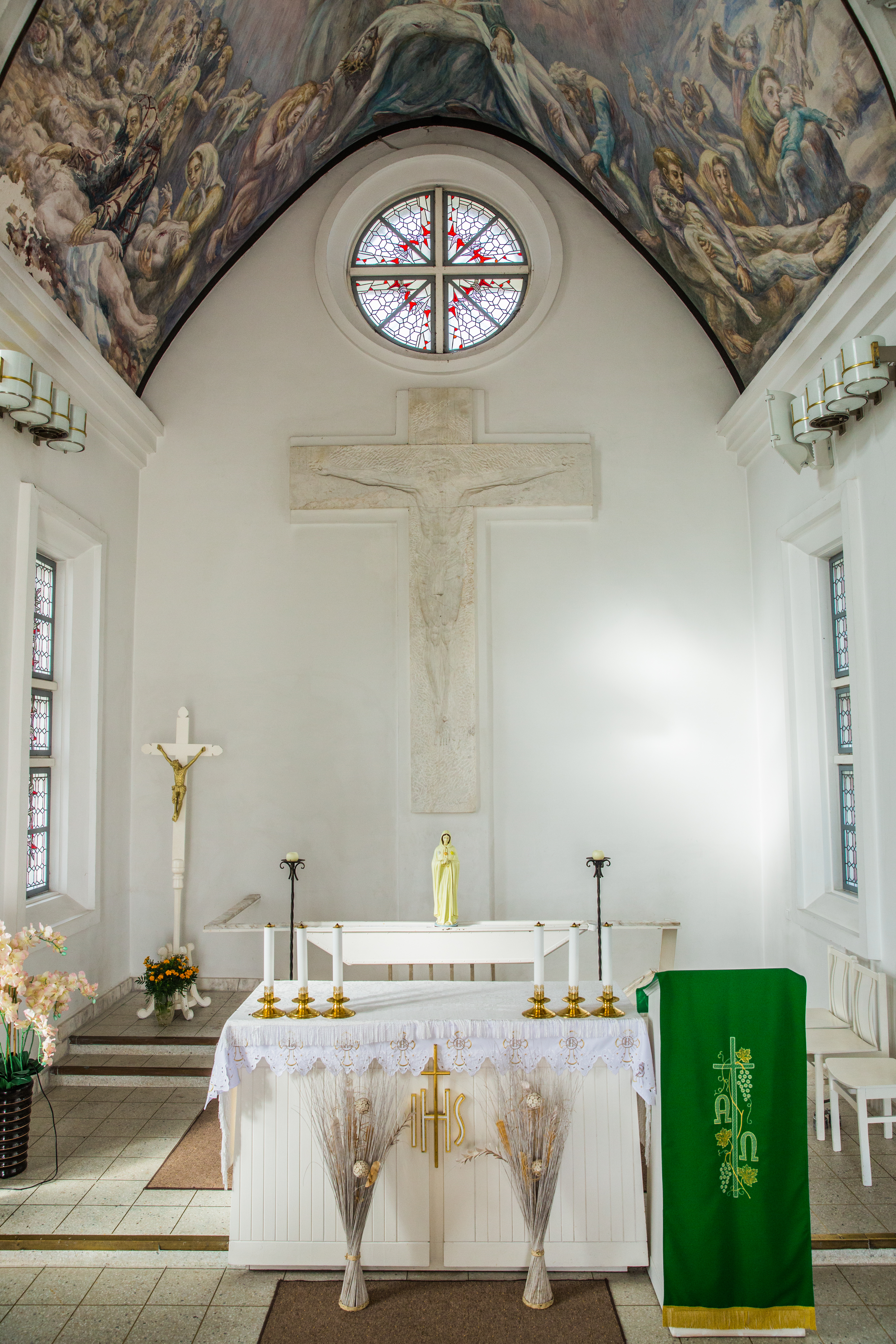
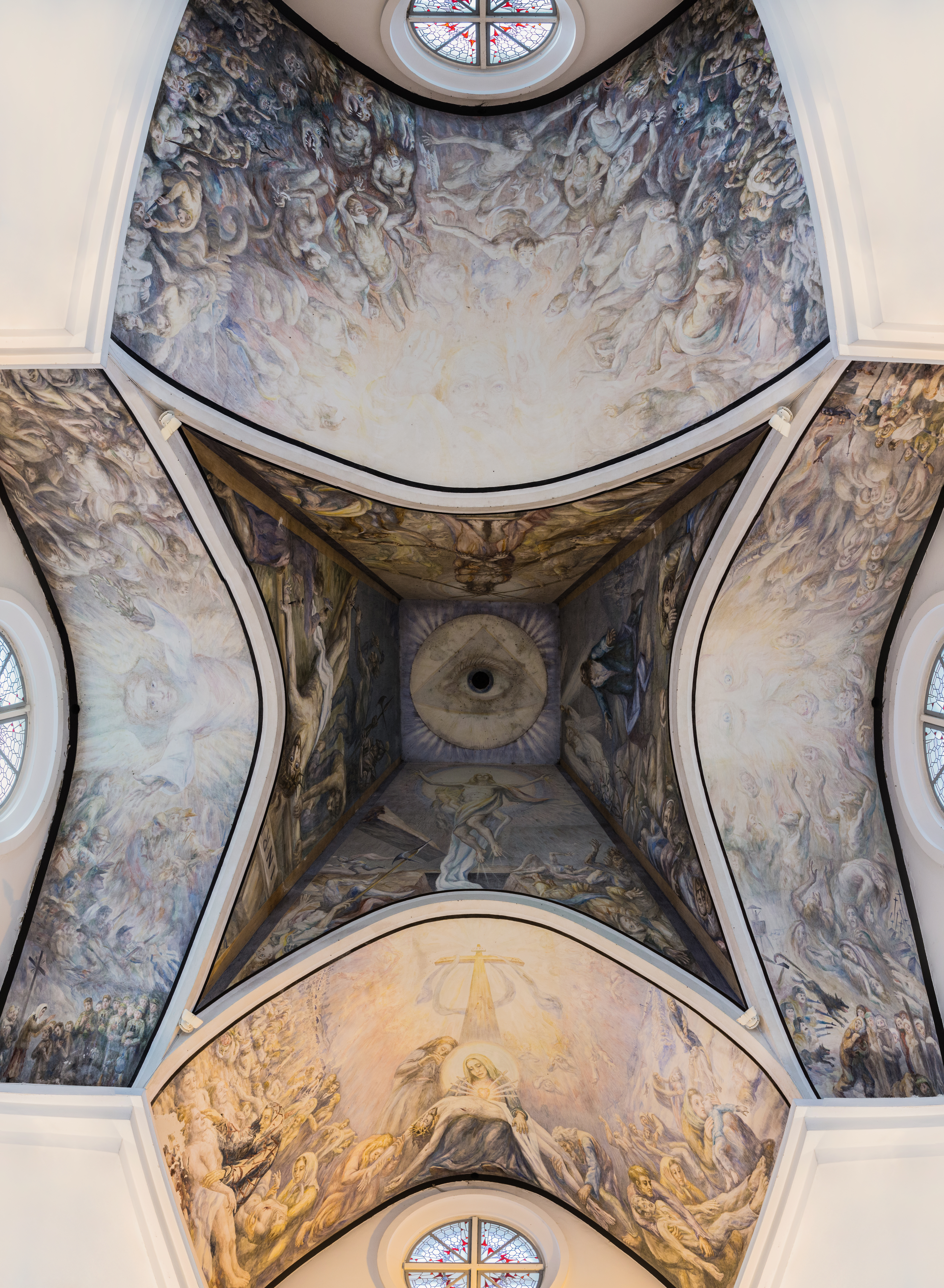
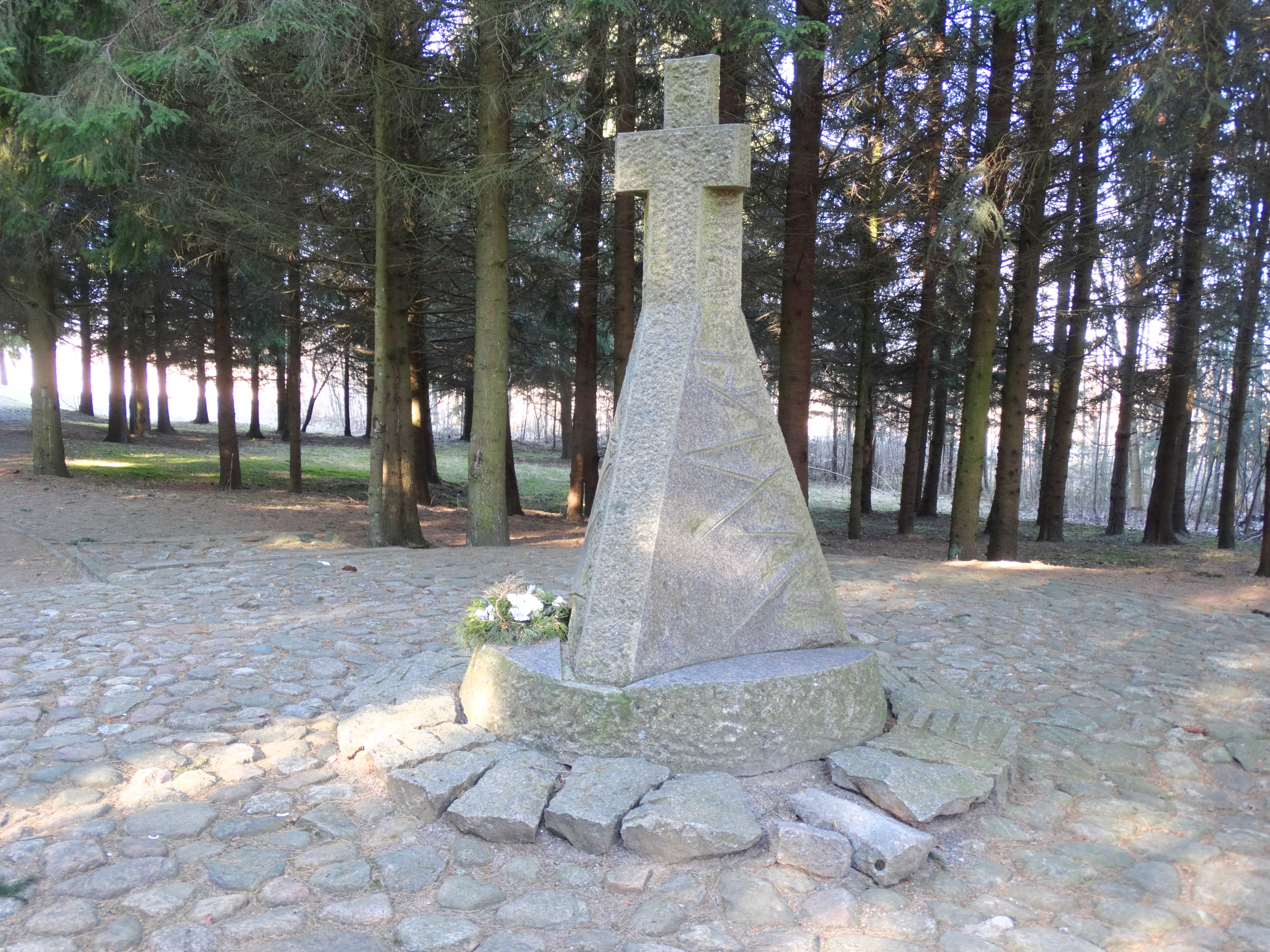
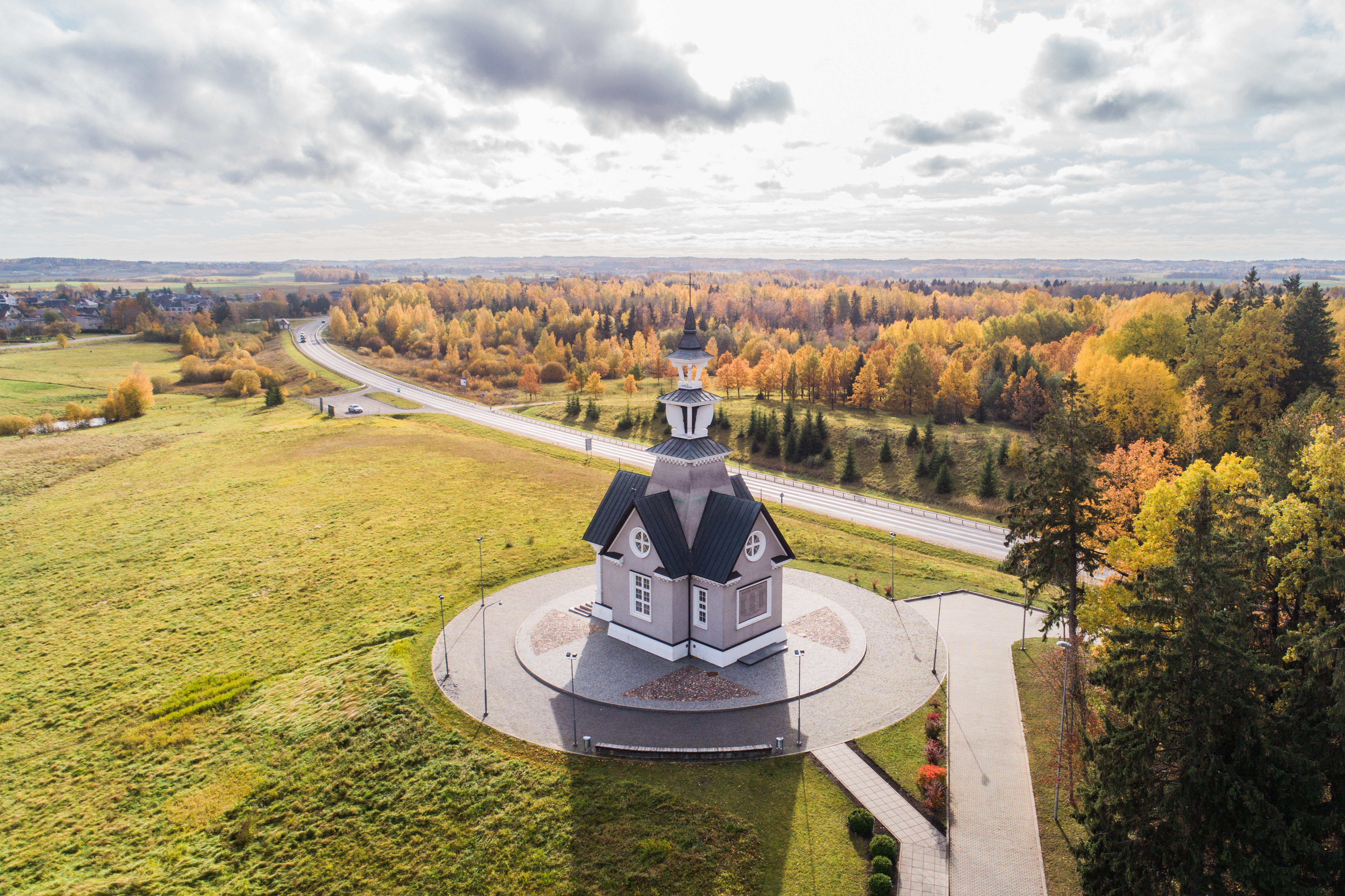
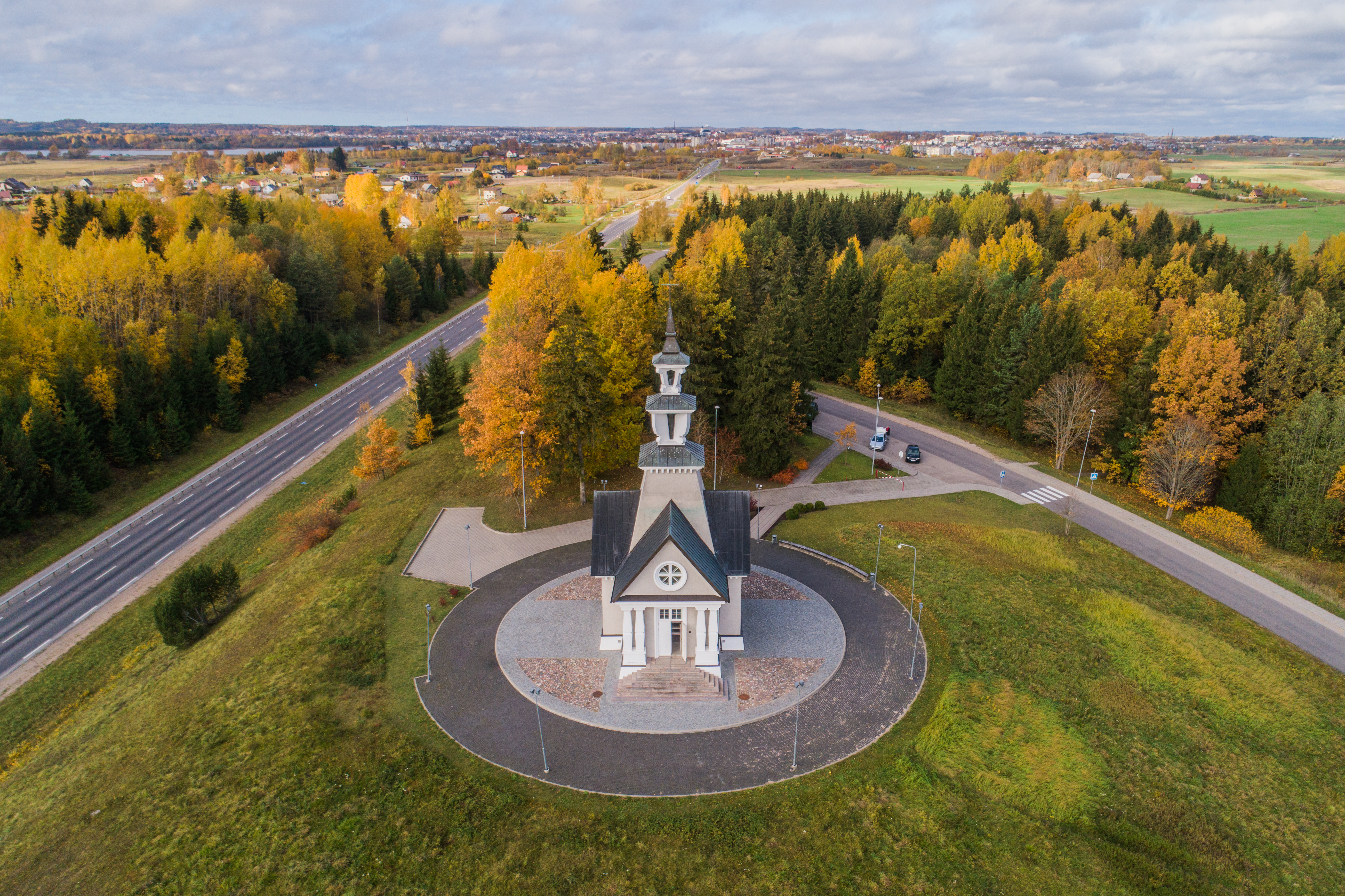
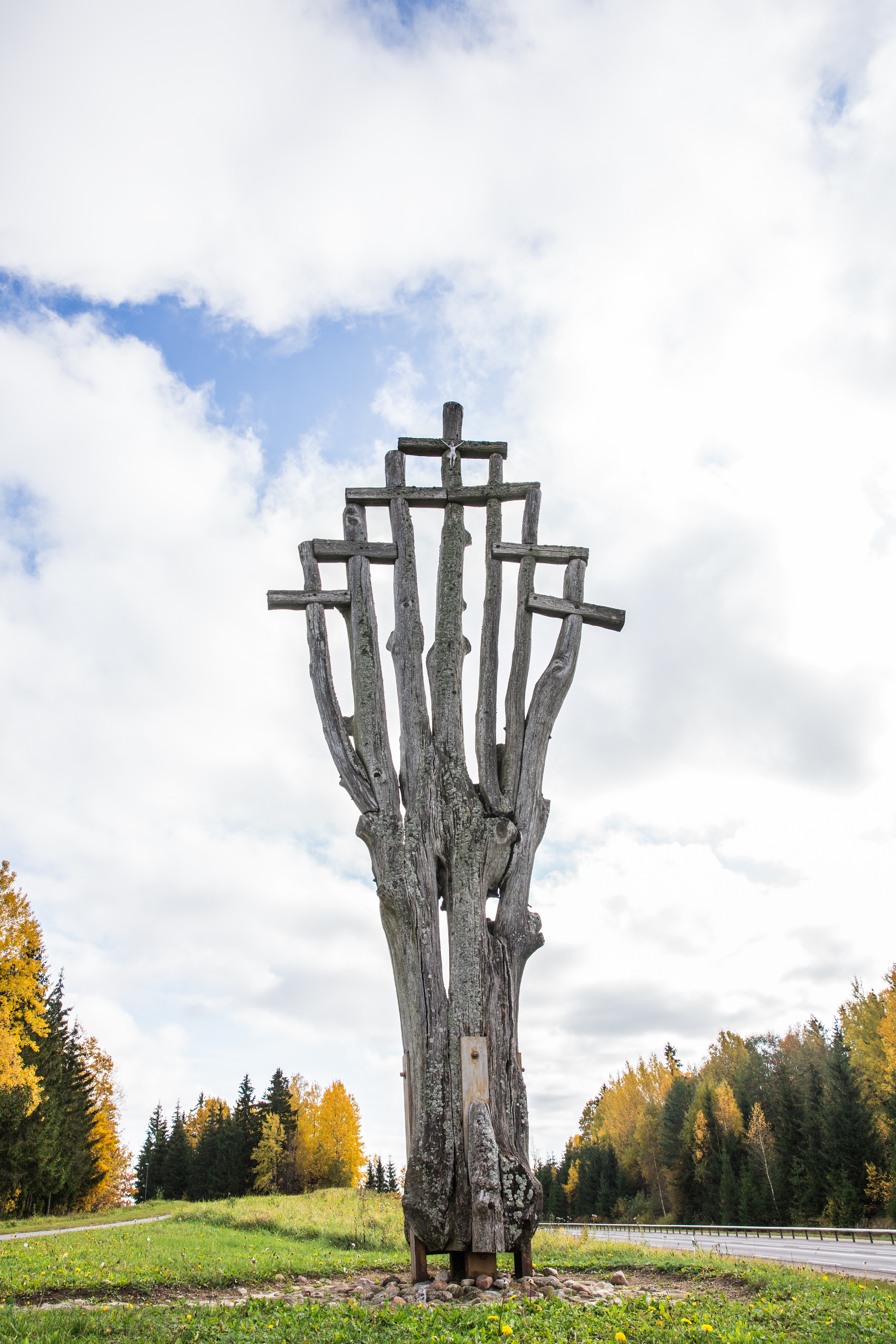

## Подальше читання
- (in English)"Telšiai Region. History and Cultural Heritage" - Adomas Butrimas.
- (in Lithuanian)"Telšių ir Kretingos kontrrevoliucionieriai fašistai ir jų siekimai" - A testimony of the events by Domas Rocius, a Lithuanian communist.
- (in Lithuanian)"Rainių kankiniai".
- (in Lithuanian)"Rainių tragedija" - Arvydas Anušauskas, Birutė Burauskaitė.